# 차량 정보 통신 시스템
차량 정보 통신 시스템(Vehicle Information and Communication System, VICS)은 일본에서 도로 차량 운전자에게 교통 및 여행 정보를 전달하는 데 사용되는 기술이다. 교통 체증, 이동 시간 및 도로 작업에 대한 정보를 보여주는 간단한 지도를 제공한다. 일반적으로 사용자의 위치와 관련이 있으며 일반적으로 적외선 비콘이 포함되어 있다.
유럽의 TMC 기술과 비교할 수 있다.
VICS는 다음을 사용하여 전송된다.
- FM 다중 방송(DARC 사용). 이 방법을 사용하면 화면에서 도로 상황을 수동으로 선택해야 한다.
- 일본의 고속도로와 도시 도로 위의 적외선 비콘. 이 방법을 사용하면 도로 상황이 자동으로 팝업된다.
- ISM 대역의 마이크로파.

이는 ITS를 적용한 것이다.
VICS 정보는 차량 내비게이션 장치에 3단계로 표시될 수 있다.
1. 레벨 1: 단순 텍스트 데이터
2. 레벨 2: 간단한 다이어그램 형태
3. 레벨 3: 내비게이션 장치에 표시된 지도에 중첩된 데이터(예: 교통 정체 데이터)

전송되는 정보에는 일반적으로 교통 혼잡 데이터, 서비스 지역(SA) 및 주차 지역(PA) 가용성에 대한 데이터, 도로 공사 및 교통 충돌에 대한 정보가 포함된다.
일부 고급 내비게이션 장치는 이 데이터를 경로 계산(예: 혼잡을 피하기 위한 경로 선택)에 활용할 수도 있고, 운전자가 이 정보를 사용하는 동안 자신의 재량에 따라 사용할 수도 있다.

## 같이 보기
- 지북